# Nina Simone
Nina Simone (rojena Eunice Kathleen Waymon), ameriška pevka, tekstopiska, pianistka, aranžerka in aktivistka, * 21. februar 1933, Tryon, Severna Karolina, † 21. april 2003,  Carry-le-Rouet, Bouches-du-Rhône, Francija.

## Diskografija
| Leto  | Album                        | Tip                       | Založba           | Billboard        |
| ----- | ---------------------------- | ------------------------- | ----------------- | ---------------- |
| 1958. | Little Girl Blue             | studijski                 | Bethlehem Records |                  |
| 1959. | Nina Simone and Her Friends  | studijski                 | Bethlehem         |                  |
| 1959. | The Amazing Nina Simone      | studijski                 | Colpix Records    |                  |
| 1959. | Nina Simone at Town Hall     | v živo/studijski posnetki | Colpix            |                  |
| 1960. | Nina Simone at Newport       | v živo                    | Colpix            | 23 (pop)         |
| 1960. | Forbidden Fruit              | studijski                 | Colpix            |                  |
| 1962. | Nina at the Village Gate     | v živo                    | Colpix            |                  |
| 1962. | Nina Simone Sings Ellington  | v živo                    | Colpix            |                  |
| 1963. | Nina's Choice                | kompilacija               | Colpix            |                  |
| 1963. | Nina Simone at Carnegie Hall | v živo                    | Colpix            |                  |
| 1964. | Folksy Nina                  | v živo                    | Colpix            |                  |
| 1964. | Nina Simone in Concert       | v živo                    | Philips Records   | 102 (pop)        |
| 1964. | Broadway-Blues-Ballads       | studijski                 | Philips           |                  |
| 1965. | I Put a Spell on You         | studijski                 | Philips           | 99 (pop)         |
| 1965. | Pastel Blues                 | studijski                 | Philips           | 8 (črnski)       |
| 1966. | Nina Simone with Strings     | studijski                 | Colpix            |                  |
| 1966. | Let It All Out               | v živo/studijski          | Philips           | 19 (črnski)      |
| 1966. | Wild Is the Wind             | studijski                 | Philips           | 12 (črnski)      |
| 1967. | High Priestess of Soul       | studijski                 | Philips           | 29 (črnski)      |
| 1967. | Nina Simone Sings the Blues  | studijski                 | RCA Records       | 29 (črnski)      |
| 1967. | Silk & Soul                  | studijski                 | RCA               | 24 (črnski)      |
| 1968. | Nuff Said                    | v živo/studijski          | RCA               | 44 (črnski)      |
| 1969. | Nina Simone and Piano        | studijski                 | RCA               |                  |
| 1969. | To Love Somebody             | studijski                 | RCA               |                  |
| 1970. | Black Gold                   | v živo                    | RCA               | 29 (črnski)      |
| 1971. | Here Comes the Sun           | studijski                 | RCA               | 190 (pop)        |
| 1972. | Emergency Ward               | v živo/studijski          | RCA               |                  |
| 1974. | It Is Finished               | v živo                    | RCA               |                  |
| 1978. | Baltimore                    | studijski                 | CTI Records       | 12 (jazz)        |
| 1980. | The Rising Sun Collection    | ?                         | Enja              |                  |
| 1982. | Fodder on My Wings           | studijski                 | Carrere           |                  |
| 1984. | Backlash                     | v živo                    | StarJazz          |                  |
| 1985. | Nina's Back                  | studijski                 | VPI               |                  |
| 1985. | Live & Kickin                | v živo                    | VPI               |                  |
| 1987. | Let It Be Me                 | ?                         | Verve             |                  |
| 1987. | Live at Ronnie Scott's       | v živo                    | Hendring-Wadham   |                  |
| 1993. | A Single Woman               | studijski                 | Elektra Records   | 3 (top jazz)     |
|       | Dodatna diskografija         |                           |                   |                  |
| 1969. | A Very Rare Evening          | v živo                    | ?                 |                  |
| 2003. | Gold                         | studijski, remaster       | Universal/UCJ     |                  |
| 2004. | Nina Simone's Finest Hour    | kompilacija               | Verve/Universal   |                  |
| 2005. | The Soul of Nina Simone      | ?                         | RCA DualDisc      |                  |
| 2006. | The Very Best of Nina Simone | kompilacija               | Sony BMG          |                  |
| 2006. | Remixed and Reimagined       | remiks                    | Legacy/SBMG       | 5 (sodobni jazz) |